# Daniel Treswell, 1. Baronet
Sir Daniel Treswell, 1. Baronet († 8. Mai 1670) war ein anglo-irischer Offizier und Politiker.
Während der Kriege der Drei Königreiche diente er als Offizier im Heer der protestantischen Royalisten in England und Irland und war um 1644 Captain im Regiment des Earl of Leicester und stieg im Kriegsverlauf zum Colonel auf.
Nach der Niederlage gegen die Parlamentstruppen des Commonwealth of England unter Oliver Cromwell beteiligte sich Treswell in den 1650er Jahren maßgeblich daran, eine große Zahl katholischer Iren ins kontinentaleuropäische Ausland zu verbringen. Da er dabei auch als Agent für den Prince de Condé agierte, einen rebellierenden französischen Fürsten, der zu dieser Zeit in spanische Dienste getreten war, wurde er 1655, als der Commonwealth auf Seiten der Franzosen in den Französisch-Spanischen Krieg (1635–1659) eintrat, zeitweise verhaftet und verhört, aber schließlich wieder freigelassen, da er an dessen Verschwörungen offenbar nicht beteiligt war.
Nach Wiederherstellung der Monarchie unter König Karl II. wurde er 1662 der erste Kommandeur der neugegründeten Battle Axe Guards. Am 6. Juni 1665 verlieh ihm der König in der Baronetage of Ireland die erbliche Adelswürde eines Baronet, of the Army. Von 1665 bis 1666 war er als Unterhausabgeordneter für Downpatrick Mitglied des irischen Parlaments.
Er heiratete Katharine Plowden († nach 1670), jüngere Tochter des Francis Plowden, Gutsherr von Plowden in Shropshire.
Er starb am 28. Mai 1670 und wurde zwei Tage später in der St.-Canice-Kirche in Finglas im County Dublin begraben. Da er kinderlos blieb, erlosch sein Baronettitel mit seinem Tod. Generalerbe seines Vermögens wurde sein Neffe Richard Plowden, der Sohn des Bruders seiner Witwe, der daraufhin seinen Familiennamen zu Plowden-Treswell ergänzte, aber bereits 1672 unverheiratet und kinderlos starb.